# Estoloides basigranulata
Estoloides basigranulata là một loài bọ cánh cứng trong họ Cerambycidae.